# Brenda Beenhakker
Brenda Beenhakker (Arnhem, 18 februari 1977) is een Nederlandse rechtshandige voormalige badmintonspeelster. Ze werd vijf keer Nederlands kampioen enkelspel, driemaal Nederlands kampioen dubbelspel en won een bronzen medaille op het Europees kampioenschap 2002. Van haar tiende tot haar 29e zat ze in de Nederlandse selectie.
Beenhakker verraste als zeventienjarige junior bij de NK in 1995 door damesenkelkampioene te worden bij de senioren. Op haar elfde werd ze voor het eerst Nederlands jeugdkampioen. Hierna volgden diverse jeugdtitels in haar en hogere leeftijdscategorieën. Enkele maanden na haar eerste kampioenschap bij de senioren in 1995, werd ze ook de beste jeugdspeelster van Europa, als eerste Nederlandse in de geschiedenis van het badminton bij de meisjes.
Beenhakker speelde in de Nederlandse eredivisie badminton voor BC Smashing (Wijchen). Ze stopte in april 2006 met het spelen van internationale toernooien, waarop ze negentien jaar uitkwam.
De Arnhemse begon met badminton toen ze tien jaar oud was, na eerder al geïnteresseerd te zijn geraakt in de racketsport tennis. In 1995 werd Beenhakker zowel Europees jeugdkampioene als voor de eerste keer Nederlands kampioene. Laatstgenoemde titel pakte ze in 1997, 1998, 1999 en 2000 opnieuw. Haar reeks werd beëindigd door Mia Audina. Samen met Judith Meulendijks won ze in 2006 en 2007 de nationale titel in het dubbelspel.
Beenhakker is getrouwd, heeft een dochtertje en werkt sinds 2008 bij een kinderopvang in Wijchen. Per seizoen 2009/10 volgde ze Frans Rademaker op als trainer van BC Smashing. Ze geeft training bij BECA Arnhem en BC Mariken te Nijmegen.

## Erelijst
2009
- Tweede Nederlands Kampioenschap damesdubbel met Judith Meulendijks

2007
- Nederlands Kampioene damesdubbel met Judith Meulendijks

2006
- Nederlands Kampioene damesdubbel met Judith Meulendijks
- Gouden medaille Europese Kampioenschappen Dames Teams (Thessaloniki, Griekenland)

2005
- Nederlands Kampioene damesdubbel met Karina de Wit
- Tweede Finnish International damesdubbel met Paulien van Dooremalen
- Winnaar US SCBA International damesenkel

2004
- Zilveren medaille Europese Kampioenschappen Gemengde Teams (Genève, Zwitserland)
- Semi-finale Dutch Open (Grand Prix) damesdubbel met Judith Meulendijks

2003
- Tweede Dutch International damesenkel

2002
- Tweede Nederlands Kampioenschap damesenkel
- Winnaar Dutch International damesenkel
- Bronzen medaille Europese Kampioenschappen damesenkel

2001
- Winnaar Welsh International damesenkel
- Winnaar French Open damesenkel

2000
- Nederlands Kampioene damesenkel

1999
- Nederlands Kampioene damesenkel
- Tweede Australia International Olympic Test tournament damesenkel

1998
- Nederlands Kampioene damesenkel

1997
- Nederlands Kampioene damesenkel
- Winnaar Welsh International damesenkel
- Tweede Austrian International damesenkel

1995
- Nederlands Kampioene damesenkel
- Tweede Welsh International damesenkel
- Europees Jeugd Kampioene meisjesenkel